# Großtreben-Zwethau

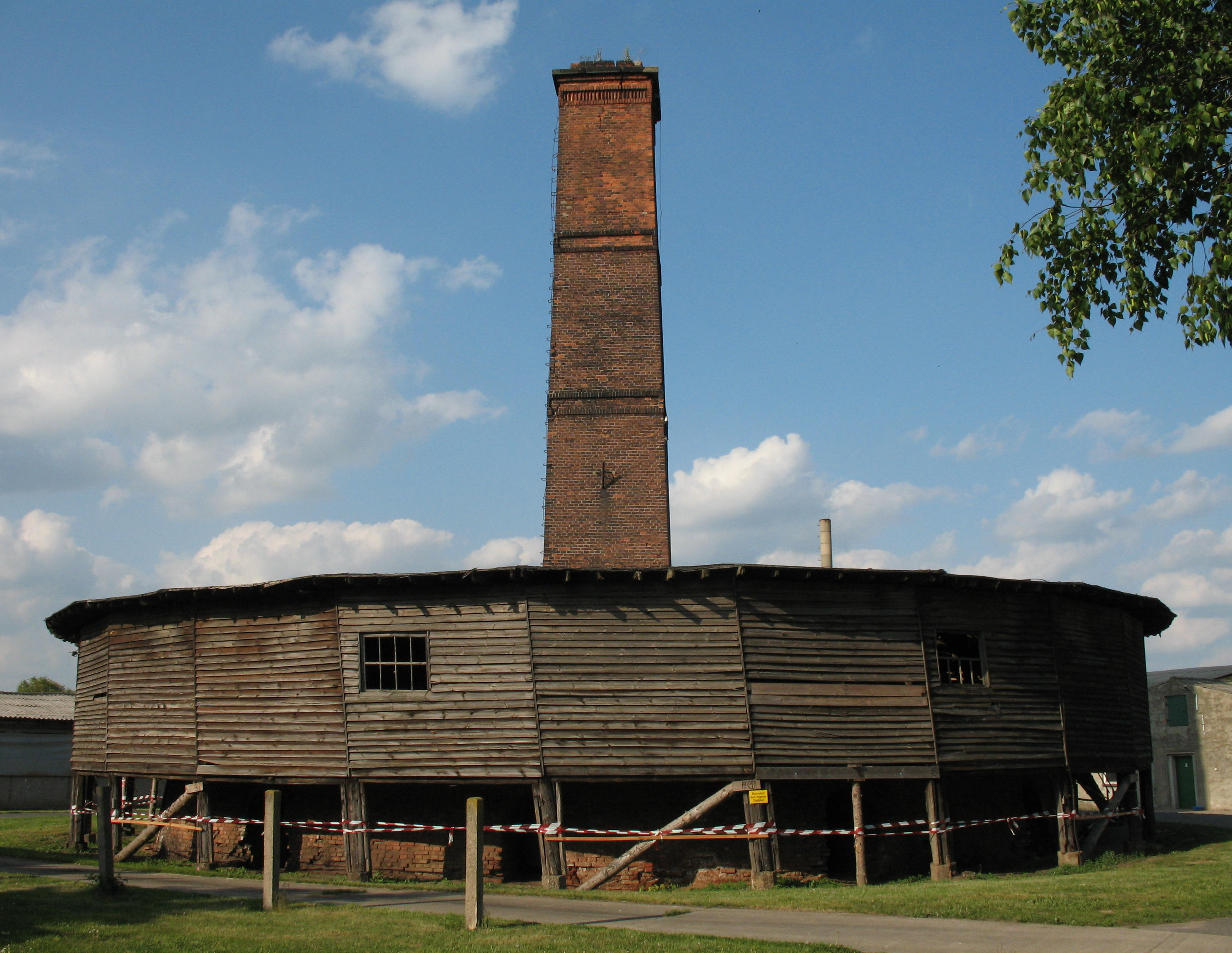
Ringoven

Großtreben-Zwethau is een plaats en voormalige gemeente in de Duitse deelstaat Saksen, en maakt deel uit van de gemeente Beilrode in het district Nordsachsen.